# August Jasmund
August Jasmund (* 15. September 1859 in Sagard auf Rügen; † 1911; vollständiger Name: August Carl Friedrich Jasmund) war ein deutscher Architekt und preußischer Baubeamter. Von 1888 bis 1907 stand er im Dienst des Osmanischen Reichs.

## Leben

### Familie
Jasmund wurde 1859 als drittes Kind des königlich preußischen Steuererhebers August Christian Friedrich Jasmund und dessen Ehefrau Sophie Johanne Friederike Jasmund geb. Ockerman in der Gemeinde Sagard auf Rügen geboren.
Er hatte zwei ältere Geschwister, Caroline Antonie Joachime und Robert Louis Carl. Seine Familie war evangelisch, was man dem Kirchenbuch des evangelischen Pfarramts Sankt Michael / Sagard entnehmen kann.

### Ausbildung
Ab 1870 besuchte Jasmund die erste Gymnasialklasse des königlichen Pädagogiums Putbus und erhielt 1877 sein Reifezeugnis. Während seiner Zeit auf dem Pädagogium zeigte er eine ausgesprochene Begabung für das Zeichnen. Nach dem Erwerb der Hochschulreife besuchte er für ein Semester die Berliner Bauakademie und setzte das Studium an der Technischen Hochschule München fort. Nach dem 1882 abgelegten ersten Staatsexamen wurde er als Regierungsbauführer (Referendar) für Hochbau in den Vorbereitungsdienst übernommen.

### Tätigkeit
Jasmund war beim preußischen Ministerium der öffentlichen Arbeiten tätig und wurde als Bauführer für den Neubau des Kultusministeriums, Unter den Linden 4 in Berlin, unter der Leitung von Bernhard Kühn eingesetzt. Bis Ende 1887 führte er als Regierungsbauführer verschiedene Projekte für das Kultusministerium aus, z. B. den Neubau der Badehäuser in Bad Oeynhausen.
Anfang 1888 begann er im Auftrag der preußischen Regierung eine Forschungsreise nach Griechenland, Italien und weitete seine Studien schlussendlich im Raum Istanbul (damals Osmanisches Reich) aus, um sich auf die osmanische und byzantinische Architektur zu fokussieren.
Nachdem Jasmund vom Sultan Abdülhamid II. ein Angebot erhalten hatte, wechselte er 1890 – mit Erlaubnis bzw. Beurlaubung der preußischen Regierung – in den osmanischen Staatsdienst, anfangs auf 17 Monate befristet, jedoch wiederholt verlängert. Im selben Jahr ließ er sich in Istanbul im Stadtteil Beyoğlu nieder, nahm seinen Dienst auf, gewann den Architekturwettbewerb für das neue Bahnhofsempfangsgebäude in Sirkeci und arbeitete zugleich an dem Bau des armenischen „Kranken-, Irren- und Siechenhauses“, dem Moltke-Denkmal in Tarabya und etlichen Privatprojekten. Dadurch etablierte er sich langsam als Architekt und genoss nach einiger Zeit ein hervorragendes Ansehen in Istanbul.
Neben seinem staatlichen Dienst hielt Jasmund auch Vorlesungen an osmanischen Universitäten, wie der Sanâyi-i Nefîse Mektebi (deutsch: Akademie der Schönen Künste) und der Mühendishane-i Berri-Hümâyûn (Ingenieurschule der osmanischen Marine, später İstanbul Teknik Üniversitesi).
In den folgenden Jahren erledigte Jasmund weitere Verwaltungs-, Reparatur-, Umbauarbeiten und war für die Beobachtung und Überprüfung beim Bau der Deutschen Schule, der deutschen Krankenhäuser und des deutschen Botschaftsgebäudes zuständig. 1894 wurde er von der preußischen Regierung kurzzeitig zurückgerufen, zur gleichen Zeit erschütterte die Region Istanbul ein starkes Erdbeben, woraufhin der osmanische Sultan Abdulhamid II. eine Kommission zur Wiederherstellung bildete und Jasmund zum Präsidenten ernannte.
Nach seiner Zeit als Architekt Seiner Majestät des Sultans (Abdulhamid II.), Technischer Beirat der Osmanischen Regierung und Professor der Ingenieur-Schule und Kunstakademie in Istanbul beendete er seinen Dienst im Osmanischen Reich und kehrte 1897 zurück, wo er wieder für die preußische Regierung als Baubeamter im technischen Büro der Ministerial-Bauabteilung in Berlin beschäftigt wurde. Vor seiner endgültigen Rückreise erhielt er vom Sultan persönlich den Mecidiye-Orden II. Klasse für seine Dienste um dem Osmanischen Staat.
Anfang 1899 verließ Jasmund den preußischen Staatsdienst und war bis 1911 freiberuflich tätig.

## Bauten und Entwürfe
- 1879–1883: Neubau des preußischen Kultusministeriums in Berlin
- 1883–1886: Badehaus IV in Bad Oeynhausen
- 1888–1890: Sirkeci-Bahnhof (türkisch Sirkeci Garı) in Istanbul[2]
- 1889: Moltke-Denkmal in Istanbul-Tarabya bei der Sommerresidenz der Deutschen Botschaft
- 1896: Passage Rumeli Han in Beyoğlu
- 1897–1903: Polizeipräsidium Hannover (Aushilfe bei Planung und Zeichnung)
- 1906 und 1907: Villen von Ragıp Pascha in Kadıköy
- um 1907: Villa Tevhide Hanım (als Hochzeitsgeschenk von Ragıp Pascha an seine Tochter)
- zwischen 1900 und 1910: Bankgebäude für die Deutsche Orientbank in Istanbul, heute Orientbank Hotel (türkisch Germanya Han)[3]

## Auszeichnungen
- 1897: osmanischer Mecidiye-Orden II. Klasse